# Phyllode (botanique)
«  Pétiole foliacé » redirige ici. Pour les autres significations, voir Pétiole (homonymie).
Cet article concerne l'organe de certaines plantes. Pour le genre de papillons de la famille des Noctuidae, voir Phyllodes. Pour la tumeur du sein, voir tumeur phyllode.

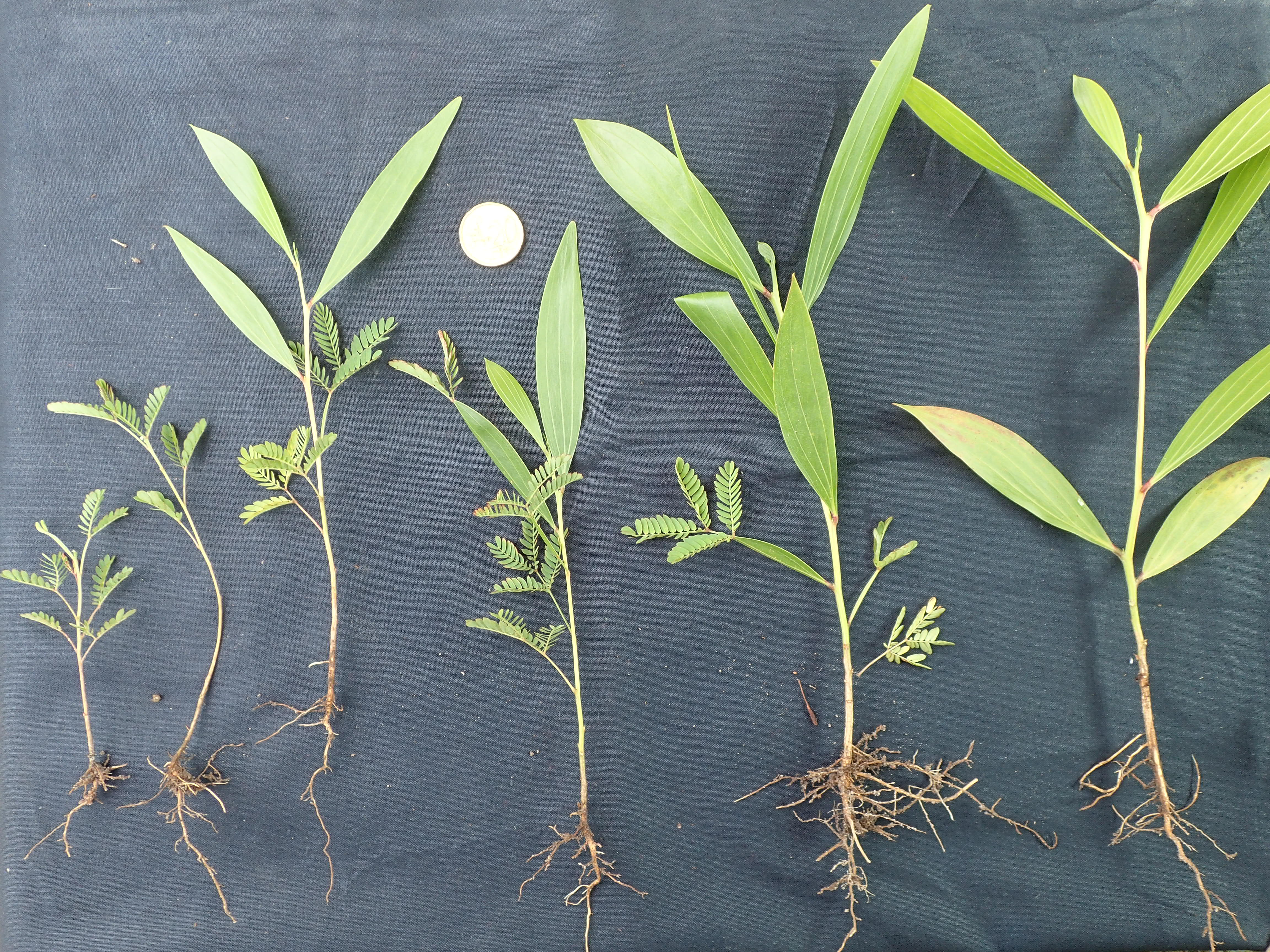
La plupart des acacias à phyllodes (ici Acacia mangium) présentent encore à l'état juvénile des feuilles composées alors que les premiers phyllodes commencent à apparaître.

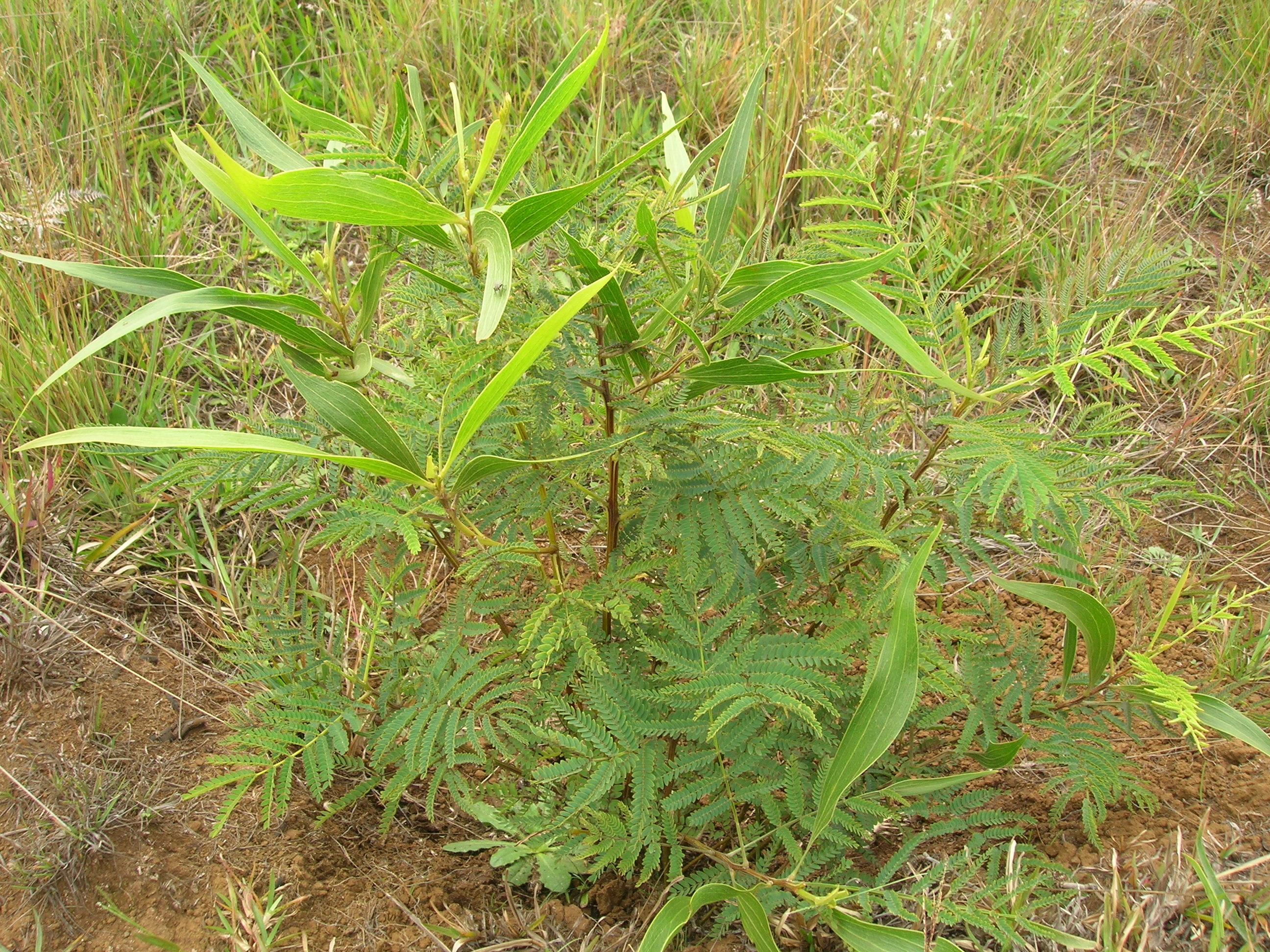
plantule de koa (Acacia koa), espèce endémique des îles Hawaï

En botanique, un phyllode est un pétiole transformé qui a pris l'apparence d'une feuille. On les différencie des cladodes qui dérivent de tiges.
Ce terme a été défini, sous la forme latine phyllodium, en 1813, par Candolle.
Les phyllodes ont une forme aplatie et plus ou moins allongée. Ils assurent les mêmes fonctions que des feuilles.
Ce type de modification apparaît dans diverses familles de plantes.
Chez quelques espèces à phyllodes, ceux-ci coexistent avec un limbe foliaire qui s'est normalement développé ; les feuilles semblent alors doubles. Mais en général le phyllode se substitue plus ou moins complètement au limbe foliaire. Certaines plantes ne présentent plus de vraies feuilles à aucun stade de leur développement. Pour d'autres, au contraire, les phyllodes succèdent aux feuilles ou les remplacent dans certaines parties de la plante ; des formes intermédiaires de transition sont alors possibles. Lorsque phyllodes et feuilles peuvent être présents en même temps, la phyllodisation est le mécanisme de certains types d'hétérophyllie.

## Quelques exemples

### Feuilles "doubles"

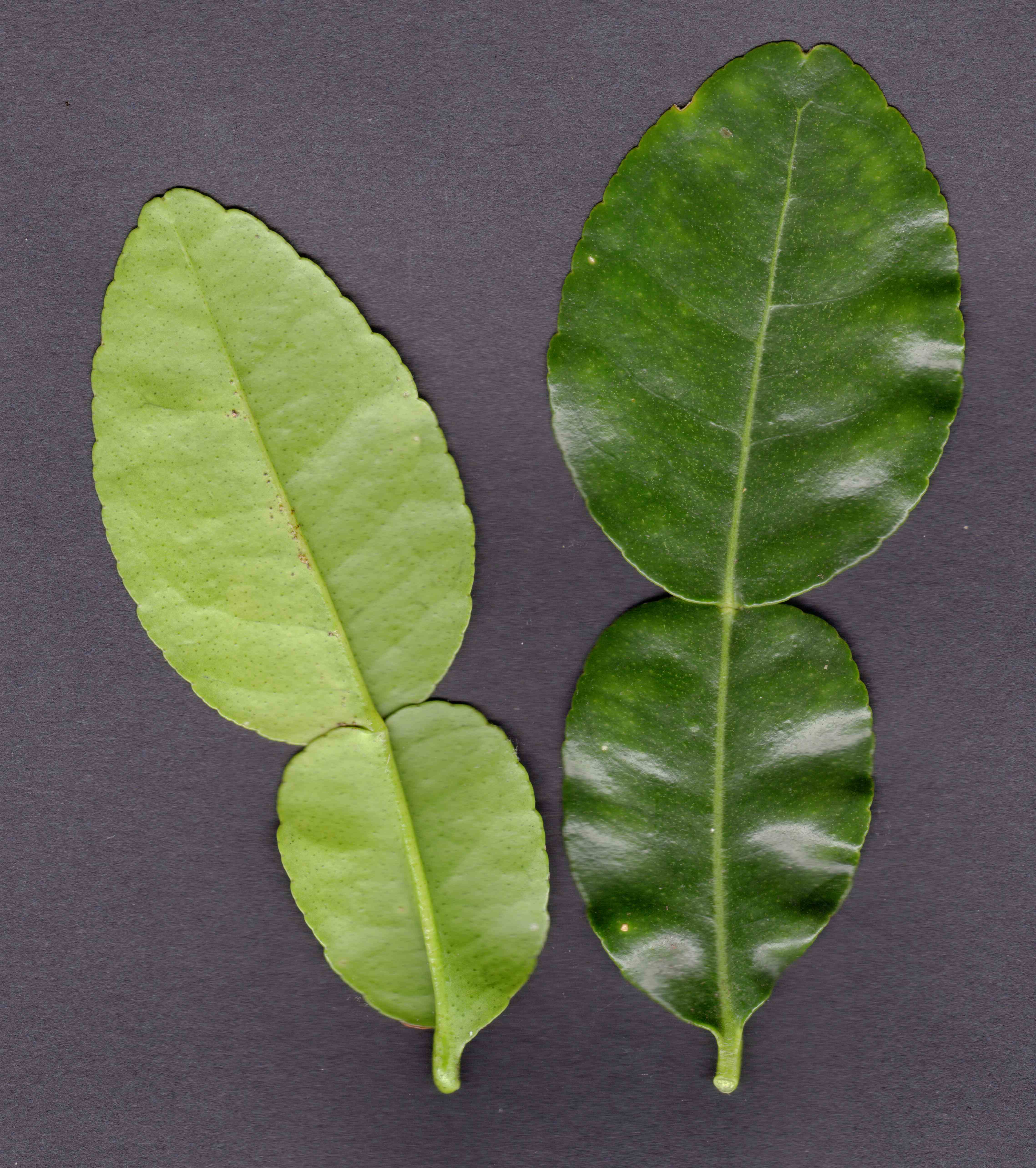
La feuille double du combava.

Le cas des feuilles "doubles", formées par un phyllode et un limbe foliaire qui se ressemblent, est en particulier illustré par un agrume, le combava (Citrus hystrix), dans la famille des Rutaceae.

### Fabacées

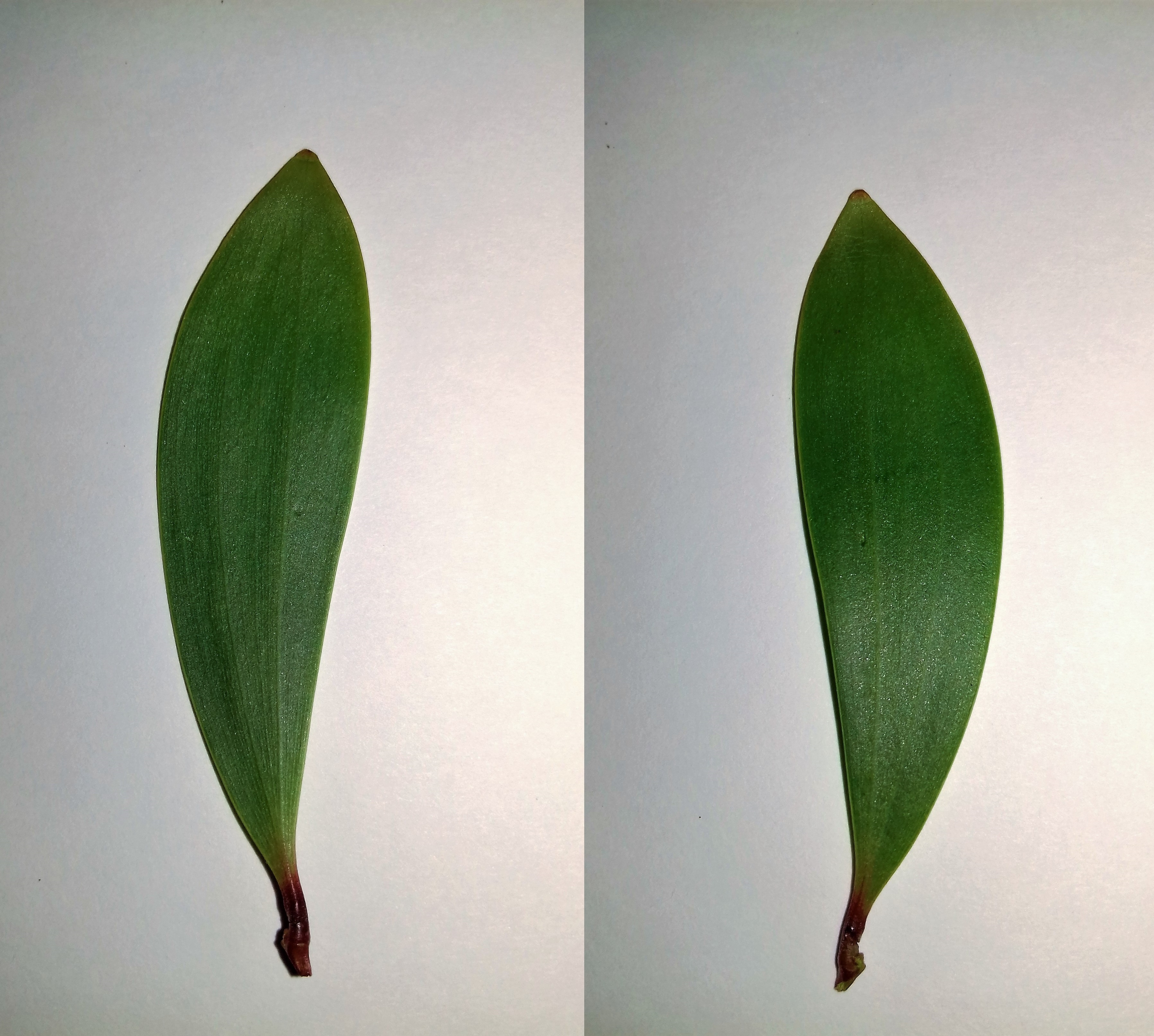
Phyllode d’Acacia spirorbis vu d'un côté et de l'autre

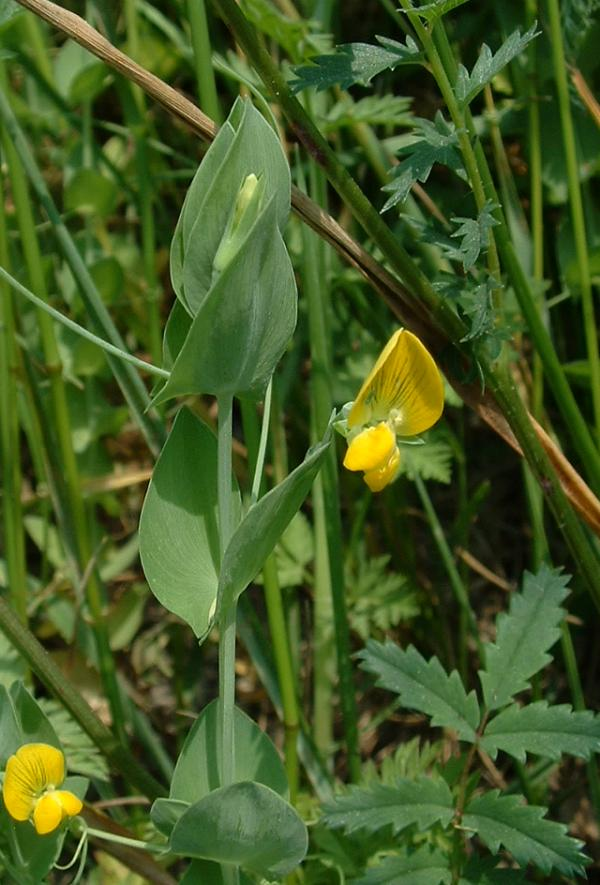
Le pétiole des gesses est élargi et peut se substituer entièrement aux feuilles comme chez la gesse sans feuilles Lathyrus aphaca.

Chez les Fabaceae, la formation de phyllodes est répandue parmi les gesses (genre Lathyrus) ou parmi les acacias (genre Acacia), notamment australiens. Les phyllodes des acacias semblent constituer, d'autant plus qu'ils se développent dans un plan vertical, une réponse adaptative à des conditions climatiques agressives ; selon diverses études comparatives les phyllodes résistent mieux que les feuilles aux sécheresses et aux fortes insolations ainsi qu'au froid. En revanche les feuilles qui persistent au stade juvénile ont une photosynthèse plus performante et permettent aux jeunes plants d'acquérir rapidement un certain développement.

### Apiacées

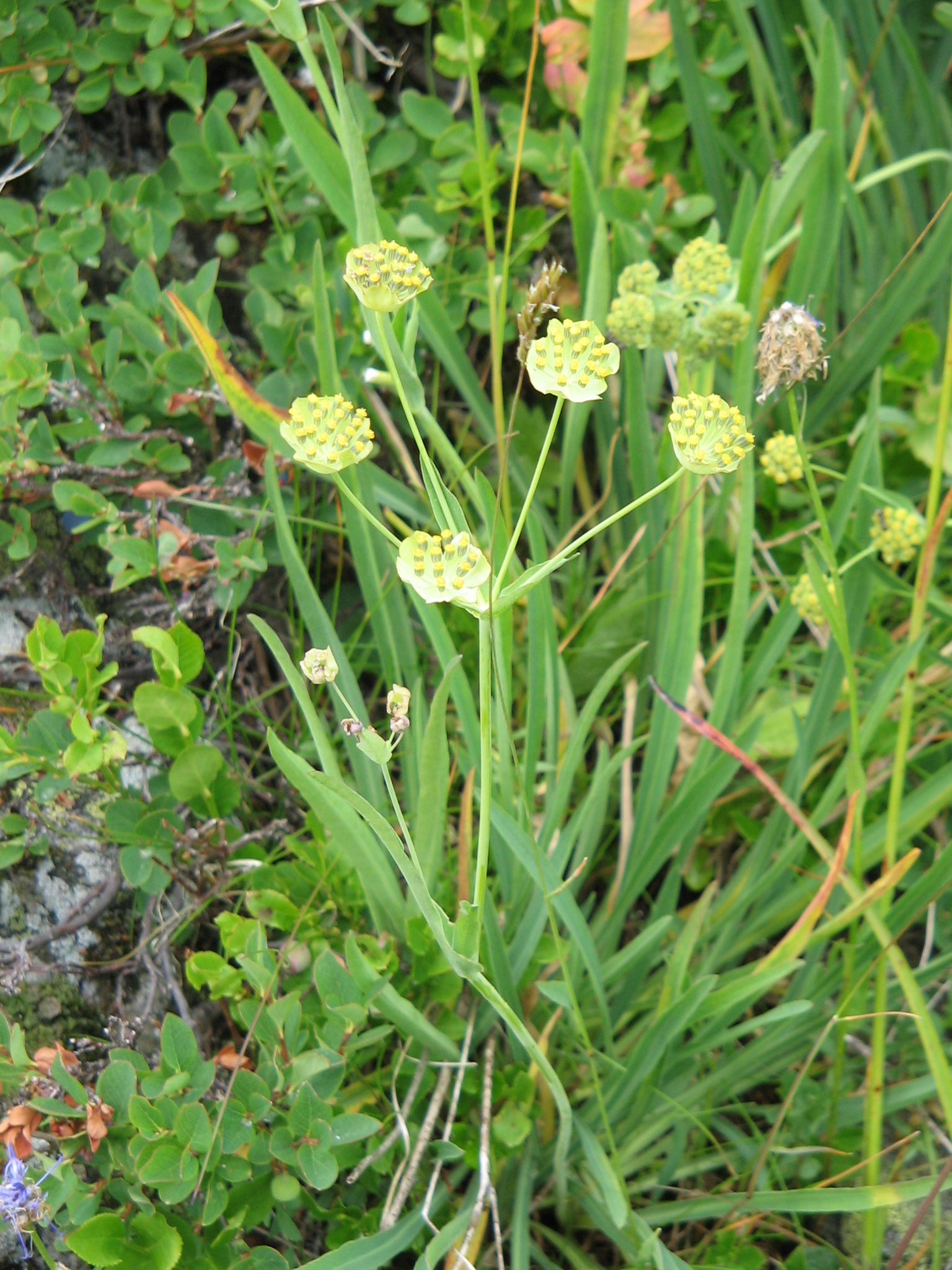
Les organes foliaires des buplèvres (ici Bupleurum stellatum) sont généralement interprétés comme des phyllodes.

Chez les Apiaceae, ou Ombellifères, qui sont habituellement caractérisées par des feuilles très découpées, les buplèvres (genre Bupleurum) font exception avec des organes foliaires simples qui sont aussi considérés par certains auteurs comme des phyllodes.

### Plantes carnivores

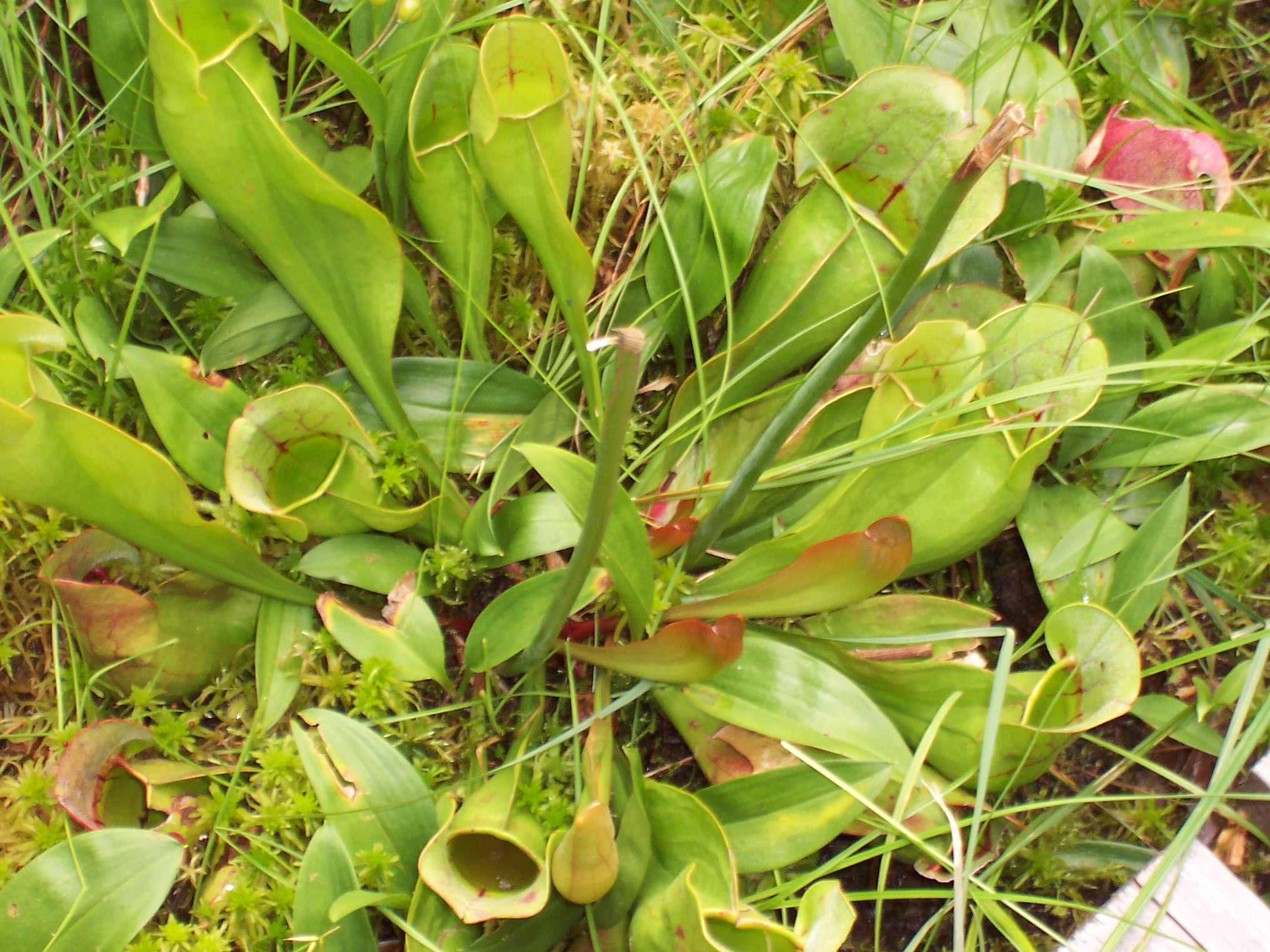
Les touffes de sarracénies (ici Sarracenia purpurea) comportent souvent à la fois des urnes et des phyllodes.

Chez les plantes carnivores, comme les espèces des genres Nepenthes ou Sarracenia, les phyllodes désignent les organes à l'allure de feuille dont l'extrémité n'a pas développé de piège en forme d'urne. Ces phyllodes sont effectivement aussi des pétioles transformés et ils n'assurent aucun rôle dans la capture des proies.
On constate l'apparition de phyllodes lorsque la plante est trop à l'ombre, lorsqu'elle a attrapé trop de proies, ou tout simplement lorsque la plante sort de la saison hivernale.

### Monocotylédones
Selon la botaniste Agnes Arber (1879-1960), les "feuilles" de la plupart des monocotylédones, caractérisées par leur forme allongée, leur nervation parallèle et leur insertion directe seraient en fait aussi des phyllodes.